# Gonzaga (geslacht)
Gonzaga is een geslacht van insecten uit de familie van de gaasvliegen (Chrysopidae), die tot de orde netvleugeligen (Neuroptera) behoort.

## Soorten
- G. amabilis Navás, 1932
- G. callipterus Banks, 1944
- G. nigriceps (McLachlan, 1867)
- G. notatus Navás, 1929
- G. palliatus Navás, 1929
- G. soroanus Alayo, 1968
- G. torquatus Navás, 1913